# 베일 (영화)
"베일"은 2013년에 개봉한 대한민국의 영화이다.

## 캐스팅
- 유상재 : 영식 역
- 김승연 : 소연 역
- 정찬성 : 민수 역
- 김경미 : 세진 역
- 성민수 : 김 형사 역
- 김주후 : 이 형사 역
- 김마리 : 소연 역
- 임형태 : 정신과의사 역
- 홍정욱 : 영식친구 역
- 엄태옥 : 감식반장 역
- 황석하 : 심부름직원 1 역
- 조수혁 : 심부름직원 2 역
- 고도은 : 영식비서 역
- 김준희 : 따까리 역
- 영애 : 집주인 역
- 이한샘 : 민수선배 누나 역
- 송누리 : 낯선연인 여 역
- 변정현 : 낯선연인 남 역
- 배문기 : 과일가게 주인 역
- 박제하 : 거래처 남자 역
- 오경택 : 대로변연인 남 역